# Келебія
Келебія (серб. Келебија) — село в Сербії, належить до общини Суботиця Північно-Бацького округу в багатоетнічному, автономному краю Воєводина.

## Населення
Населення села становить 2186 осіб (2002, перепис), з них:
- мадяри — 1275 — 58,80%;
- серби — 367 — 16,92%;
- хорвати — 138 — 6,36%;
- бунєвці — 133 — 6,13%;

Решту жителів  — з різних етносів, зокрема: чорногорці, югослави, німці і кілька русинів-українців.